# Rondo (dicht- en muziekvorm)
Een rondo (ook: rondeel of rondeau) is een uit de middeleeuwen afkomstige vers- en muziekvorm, die als muziekvorm, maar dan gewijzigd, gedurende de geschiedenis behouden bleef en tot en met de romantiek gebruikt werd.

## Dichtvorm
Een rondeel is een achtregelig gedicht met gewoonlijk slechts twee rijmklanken dat een typerende herhaling van versregels bevat. Deze herhalingen vinden vaak - zeker bij de rederijkers- plaats in versregel 1, 4 en 7. Elke versregel is opgebouwd uit vijfvoetige jamben, al zijn er ook andere ritmes mogelijk. Het ontstond vermoedelijk in Frankrijk aan het begin van de dertiende eeuw. In de late middeleeuwen drong het ook door tot de Nederlanden, waar het een geliefde versvorm werd. Ook de rederijkers beoefenden deze vorm.
Het middeleeuwse rondeau (uitgesproken als: 'rondó') had acht regels met een ingewikkeld rijmstelsel:
1. A1
2. B1
3. A2
4. A1
5. A3
6. B2
7. A1
8. B1

De eerste, vierde en zevende regel waren identiek en hetzelfde gold voor de tweede en de laatste regel. Op muziek gezet waren er twee melodische regels A en B die zich dus als ABAAABAB herhaalden.
Een goed voorbeeld van een rondeel uit de Nederlandse literatuur (en muziek) is het lied 'Egidius waer bestu bleven'.
Een ander voorbeeld van Anthonis de Roovere:
Die door de wereldt sal gheraken,
Die moet connen huylen metten honden.
Ende moet oock connen diverssche spraken,
Die door de wereldt sal gheraken.
Hier waerheyt segghen en ghinder missaecken,
Vooren salven ende achter wonden.
Die door de wereldt sal gheraken,
Die moet connen huylen metten honden.
Een van de bekendste rondelen is het gedicht In Flanders Fields dat John McCrae tijdens de Eerste Wereldoorlog schreef. Merk hoe de eerste, middelste en laatste regel herhalingen zijn:
In Flanders fields the poppies blow
Between the crosses, row on row,
That mark our place, and in the sky,
The larks, still bravely singing, fly,
Scarce heard amid the guns below.
We are the dead; short days ago
We lived, felt dawn, saw sunset glow,
Loved and were loved, and now we lie
In Flanders fields.
Take up our quarrel with the foe!
To you from failing hands we throw
The torch; be yours to hold it high!
If ye break faith with us who die
We shall not sleep, though poppies grow
In Flanders fields.

## Muziekvorm
In de rondovorm vanaf de 18e-eeuwse klassieke muziek, keert steeds het hoofdthema, het zogenaamde rondothema, als een soort refrein terug. De tussenliggende delen, met andere thema's, noemt men dan ook de coupletten. Men onderscheidt het Franse rondo en het uitgebreide Weens rondo.
Een voorbeeld van een Weens rondo is het slotdeel van de 2e pianosonate van Ludwig van Beethoven. Een ander karakteristiek voorbeeld is het slotdeel van de pianosonate in Bes groot KV 333 van Wolfgang Amadeus Mozart.